# 矢田貝平重
矢田貝 平重（やたがい へいじゅう、1851年 - 1904年〈明治37年〉9月20日）は、日本の醸造家、銀行家、素封家、鳥取県の大地主。矢田貝家2代目。中国貯蓄銀行取締役。

## 人物
伯耆国会見郡上細見村（のち鳥取県会見郡大幡村大字上細見、西伯郡岸本町大字上細見、現・西伯郡伯耆町大字上細見）出身。屋号を「久良屋」と称し、酒類醸造業を営む。家はもと微々として振るわなかったが、先代が苦心経営を重ねて業務に励精したため富裕となる。平重は父の志を継ぎ、専心酒類の精醸に努める。大地主となり、郡内屈指の富豪家と目される。

## 家族
矢田貝家
矢田貝家は、古くはたたら吹きに関係していたと言われる。近世初期に出雲地方より伯耆国日野郡へ移住し、帰農したと伝えられる。近世中期に溝口に移り、後期に齊一郎が上細見村に分家したことに始まる。矢田貝家が現在の地に住宅を構えたのは幕末の嘉永年間で、明治期以降に醸造業を営む。4代目の顕造（1905年 - 1992年）は岸本町2代目町長をつとめた。顕造は1985年に5代目の淑朗の住む東京に転居する。2011年に矢田貝家主屋、離れなど8ヶ所の施設が国の有形文化財に登録された。
- 父・佐一郎[1][2]（あるいは齊一郎[4]、1824年 - 1894年）[4]
- 継嗣・猶治[1]（1880年 - 1921年[4]、西伯郡会議員[8]、中国貯蓄銀行取締役） - 「河下の矢田貝」と称する郡中の素封家である[8]。